# Шевійон (Йонна)
Шевійо́н (фр. Chevillon) — колишній муніципалітет у Франції, у регіоні Бургундія-Франш-Конте, департамент Йонна. Населення — 312 осіб (2011).
Муніципалітет був розташований на відстані близько 125 км на південний схід від Парижа, 155 км на північний захід від Діжона, 33 км на північний захід від Осера.

## Історія
1 січня 2016 року Шевійон, Шамбегль, Шарні, Шен-Арну, Дісі, Фонтенуй, Граншам, Малікорн, Марше-Бетон, Перре, Прюнуа, Сен-Дені-сюр-Уанн, Сен-Мартен-сюр-Уанн i Вільфранш було об'єднано в новий муніципалітет Шарні-Оре-де-Пюїзе.

## Демографія
Динаміка населення (INSEE і Cassini ):
Розподіл населення за віком та статтю (2006):
| Стать | Всього | До 15 років | 15-24 | 25-44 | 45-64 | 65-85 | Понад 85 |
| --- | ------ | ----------- | ----- | ----- | ----- | ----- | -------- |
| Чоловіки | 148    | 24          | 8     | 56    | 28    | 32    | 0        |
| Жінки | 172    | 36          | 4     | 48    | 44    | 40    | 0        |
| \| Статево-вікова піраміда \| Статево-вікова піраміда \| Статево-вікова піраміда \| \| ----------------------- \| ----------------------- \| ----------------------- \| \| Чоловіки \| Вік \| Жінки \| \| 0 \| 85 + \| 0 \| \| 4 \| 80-84 \| 12 \| \| 8 \| 75-79 \| 0 \| \| 0 \| 70-74 \| 16 \| \| 20 \| 65-69 \| 12 \| \| 4 \| 60-64 \| 20 \| \| 8 \| 55-59 \| 12 \| \| 8 \| 50-54 \| 0 \| \| 8 \| 45-49 \| 12 \| \| 12 \| 40-44 \| 12 \| \| 12 \| 35-39 \| 8 \| \| 24 \| 30-34 \| 12 \| \| 8 \| 25-29 \| 16 \| \| 4 \| 20-24 \| 4 \| \| 4 \| 15-20 \| 0 \| \| 8 \| 10-14 \| 4 \| \| 12 \| 5-9 \| 16 \| \| 4 \| 0-4 \| 16 \| |        |             |       |       |       |       |          |
| Статево-вікова піраміда |        |             |       |       |       |       |          |
| Чоловіки | Вік    | Жінки       |       |       |       |       |          |
| 0 | 85 +   | 0           |       |       |       |       |          |
| 4 | 80-84  | 12          |       |       |       |       |          |
| 8 | 75-79  | 0           |       |       |       |       |          |
| 0 | 70-74  | 16          |       |       |       |       |          |
| 20 | 65-69  | 12          |       |       |       |       |          |
| 4 | 60-64  | 20          |       |       |       |       |          |
| 8 | 55-59  | 12          |       |       |       |       |          |
| 8 | 50-54  | 0           |       |       |       |       |          |
| 8 | 45-49  | 12          |       |       |       |       |          |
| 12 | 40-44  | 12          |       |       |       |       |          |
| 12 | 35-39  | 8           |       |       |       |       |          |
| 24 | 30-34  | 12          |       |       |       |       |          |
| 8 | 25-29  | 16          |       |       |       |       |          |
| 4 | 20-24  | 4           |       |       |       |       |          |
| 4 | 15-20  | 0           |       |       |       |       |          |
| 8 | 10-14  | 4           |       |       |       |       |          |
| 12 | 5-9    | 16          |       |       |       |       |          |
| 4 | 0-4    | 16          |       |       |       |       |          |

## Економіка
2010 року серед 162 осіб працездатного віку (15—64 років) 124 були активними, 38 — неактивними (показник активності 76,5%, у 1999 році було 54,4%). З 124 активних мешканців працювало 109 осіб (60 чоловіків та 49 жінок), безробітними було 15 (10 чоловіків та 5 жінок). Серед 38 неактивних 6 осіб було учнями чи студентами, 22 — пенсіонерами, 10 були неактивними з інших причин.

У 2010 році в муніципалітеті числилось 147 оподаткованих домогосподарств, у яких проживали 325,0 особи, медіана доходів виносила 17 689 євро на одного особоспоживача